# Comuna Kukolivka, Oleksandria
Kukolivka (în ucraineană Куколівка) este o comună în raionul Oleksandria, regiunea Kirovohrad, Ucraina, formată din satele Hulevîci, Kukolivka (reședința) și Soloviivka.

## Demografie
Componența lingvistică a comunei Kukolivka
     Ucraineană (96,98%)
     Rusă (2,41%)
     Alte limbi (0,4%)
Conform recensământului din 2001, majoritatea populației comunei Kukolivka era vorbitoare de ucraineană (96,98%), existând în minoritate și vorbitori de rusă (2,41%).